# Rhipsalis aurea
Rhipsalis aurea ist eine Pflanzenart in der Gattung Rhipsalis aus der Familie der Kakteengewächse (Cactaceae).

## Beschreibung

### Vegetative Merkmale
Rhipsalis aurea ist eine 60 bis 80 cm lang werdende epilithische oder epiphytische Pflanze. Die Wurzeln sind fest, gräulich weiß und ohne Adventivwurzeln. Die einzelnen Zweige sind fast aufrecht bis nahezu horizontal oder leicht hängend, nur junge Triebe wachsen vollständig aufrecht. Die Verzweigung erfolgt nahezu an der Spitze des Triebes (subakroton) bis zur Sprossmitte hin (mesoton).
Die einzelnen Segmente der Sprossachse sind zylindrisch. Die Segmente erster Ordnung wachsen stets weiter. Die basalen Segmente werden 15 bis 45 cm lang, messen 4 bis 6 mm im Durchmesser und sind nahezu aufrecht fest und verholzend. Die darauf folgenden drei bis vier Segmente werden 14 bis 20 cm lang und messen 3,7 bis 4,7 mm im Durchmesser. Auch sie sind nahezu aufrecht und fest, sind jedoch sukkulent und dunkelgrün gefärbt. Von diesen Segmenten erster Ordnung verzweigen kleinere Segmente mit begrenztem Wachstum, sie werden nur 2 bis 9 cm lang, ihr Durchmesser beträgt 1,2 bis 3 mm. Sie sind hängend angeordnet, sind sukkulent und dunkelgrün. Die Areolen messen 0,5 mm im Durchmesser und sind grün, rötlich oder braun gefärbt. Sie sind von ein oder zwei Schuppen begleitet, die etwa 0,5 mal 1 mm groß und dreieckig sind. An jungen Segmenten ist eine Behaarung zu finden, an älteren Segmenten fehlt sie jedoch.

### Blüten
Die glockenförmigen Blüten haben zur Blütezeit eine Größe von 1,6 bis 1,7 mal 1,5 bis 2 cm. Sie stehen an den Areolen, jedoch muss nicht jede Areole eine Blüte aufweisen. Sie sind nicht deutlich in die Areolen versunken. Sie sind nicht duftend und öffnen sich nachts, stehen nahe der Spitze oder seitlich und entweder schräg oder fast aufrecht zu den Segmenten. Das Perikarpell ist 0,2 bis 0,3 mal 0,4 mm groß und grün bis gelb gefärbt, wirbelförmig und deutlich eingeschnitten. Die Blütenhüllblätter sind goldgelb, haben keine Zeichnung und sind häutig, ihre Größe beträgt 0,2 bis 1,3 mal 0,3 bis 0,6 mm. Zum Zentrum hin werden sie länger und dünner, ihre Form reicht von fast kreisförmig oder dreieckig bis zu langgestreckt, an der Spitze sind sie gerundet. Die äußeren Blütenhüllblätter sind abgespreizt bis fast aufrecht, die inneren stehen aufrecht.
Die Staubblätter sind gelb gefärbt, sie stehen vielreihig auseinander oder sind deutlich in zwei Gruppen getrennt, wovon die äußere abgespreizt und die innere aufrecht stehen. Die Staubfäden sind 4 bis 7 mm lang, die Staubbeutel 0,5 bis 0,6 mm. Der Fruchtknoten ist wirbelförmig und 1,7 bis 2 mm lang. Auf ihm steht ein 8 mm langer, gelb gefärbter Griffel, der in einer vier- bis sechsmal gelappten Narbe endet. Diese ist 2 mm lang, langgestreckt gelb und weit abgespreizt.
Die Frucht ist nicht aufspringend und unbehaart. Im unreifen Zustand ist sie becherförmig, stark eingeschnitten und grün. Bei Reife wird sie eingedrückt kugelförmig und wird grün durchscheinend, sie hat dann eine Größe von 6 bis 7,7 mal 6 bis 8 mm.

## Systematik
Innerhalb der Gattung Rhipsalis wird die Art in die Untergattung Erythrorhipsalis eingeordnet. Die Art, die Rhipsalis aurea am ähnlichsten ist, ist Rhipsalis pulchra.

## Vorkommen und Standorte
Die Art ist nur durch fünf Sammlungen von drei verschiedenen Standorten bekannt. Diese liegen im Três Picos State Park der Stadt Nova Friburgo im brasilianischen Bundesstaat Rio de Janeiro.
Die Standorte liegen in Höhenlagen zwischen 1200 und 1700 m und gehören zum Brasilianischen Atlantikwald.

## Nachweise
- Maria de Fátima Freitas, Alice de Moraes Calvente, João Marcelo Alvarenga Braga: A New Species of Rhipsalis (Cactaceae) from Brazil. In: Systematic Botany. Band 34, Nummer 3, 2009. S. 505–509 (doi:10.1600/036364409789271191).